# Konopki Wielkie
Konopki Wielkie (niem. Groß Konopken, od 16.07.1938 r.: Hanffen) – wieś w Polsce położona w województwie warmińsko-mazurskim, w powiecie giżyckim, w gminie Miłki.
W latach 1954–1959 wieś należała i była siedzibą władz gromady Konopki Wielkie, po jej zniesieniu w gromadzie Miłki. W latach 1975–1998 miejscowość administracyjnie należała do województwa suwalskiego.
Wieś lokowana w 1475 roku na prawie chełmińskim, przez komtura z Pokarmina Bernarda von Balzhofena. Sołtysom Jerzemu i Jakubowi Schulzen nadał on sześć łanów ziemi z poleceniem założenia wsi Konopki o łącznym areale 60 łanów. Dodatkowo przywilej dla sołtysów zezwalał im na budowę młyna nad rzeczką Woplick, dzisiejszą Bielską Strugą, który powstał już tego samego roku i pozostał najstarszym młynem w prokuratorii leckiej (giżyckiej). W 1507 roku we wsi działały trzy karczmy, a w 1539 – cztery. W 1625 roku mieszkali w Konopkach sami Polacy. Po epidemii dżumy w latach 1709-1711 pozostało tu trzynaście opustoszałych gospodarstw, w tym młyn.
W XVIII we wsi funkcjonował młyn wodny oraz wiatrak. W 1812 roku powstała szkoła. W drugiej połowie XIX wieku, przez Konopki poprowadzono nową drogę z Giżycka do Pisza. 1.06.1906 r. do wsi dotarła kolej w ramach linii kolejowej Giżycko - Orzysz - Pisz, ze stacją Konopki Wielkie. Kolejową pozostałością są resztki wiaduktu, przerzucającego niegdyś tory nad strumykiem i lokalną drogą, wysadzonego przez niemieckich saperów 24.01.1945 roku. 
W okolicy znajdują się pochodzące z czasów I wojny światowej i II wojny światowej, schrony Giżyckiej Pozycji Polowej oraz Giżyckiego Rejonu Umocnionego, mające chronić przed nieprzyjacielem linię Wielkich Jezior Mazurskich.
Na dawnym cmentarzu ewangelickim zachował się pomnik na cześć czternastu mieszkańców Konopek, którzy zginęli podczas I wojny światowej. Został on odsłonięty w 1928 roku.
W 1900 roku wieś liczyła 525 mieszkańców, w 1933 - 560, a 1939 - 503.
We wsi znajduje się młyn murowano-drewniany z XIX w.